# Furcifer angeli
Furcifer angeli е вид влечуго от семейство Хамелеонови (Chamaeleonidae).

## Разпространение
Видът е разпространен в Мадагаскар.